# Delima amoena
Delima amoena is een slakkensoort uit de familie van de Clausiliidae. De wetenschappelijke naam van de soort werd voor het eerst geldig gepubliceerd in 1848 door L. Pfeiffer als Clausilia amoena.

## Ondersoorten
- Delima amoena amoena (L. Pfeiffer, 1848)
- Delima amoena smokvicensis (A. J. Wagner, 1915)
- Delima amoena substricta (Charpentier, 1852)